# Michael Albert (scriitor sas)
Michael Albert (n. 21 octombrie 1836, Apold, comitatul Târnava Mare, Principatul Transilvaniei - d. 21 aprilie 1893, Sighișoara, Imperiul Austro-Ungar) a fost un poet și scriitor de limba germană, sas din Transilvania.

## Biografia
A fost fiul unui țăran înstărit și a avut o copilărie fericită, ducând o viață simplă, specifică satului săsesc.
Din 1847 a învățat la gimnaziul din Sighișoara, condus Georg Daniel Teutsch, unde a avut o serie de profesori excepționali. Unul din profesorii săi, Josef Haltrich, i-a insuflat interesul pentru poezie. La început a fost influențat în poeziile lui de Heinrich Heine și Friedrich Rückert, dar curând a devenit independent de influențele străine, atât în subiectul, cât și în forma poeziei sale.
În perioada 1857—60 a studiat teologia și germanistica la Jena, Berlin și Viena.
În 1860 s-a întors în Transilvania și a fost un an profesor de gimnaziu la Bistrița. După ce a trecut examenul de profesor de teologie, a predat literatura la gimnaziul din Sighișoara, la care el însuși fusese elev cu ani în urmă.
Michael Albert a condus publicația Dorfschule (Școala sătească), cu conținut literar, supliment al revistei Siebenbürgische Zeitschrift für Handel, Gewerbe und Landwirtschaft (Revista transilvăneană de comerț, meșteșuguri și agricultură), apărută între 1865-1868.
Din 1878 a fost, în paralel, și director al seminarului de învățători pentru școlile primare.
S-a remarcat în domeniul literar prin publicarea de poezii, librete, drame, nuvele și povestiri. A animat activitatea artistică a orașului prin colaborarea cu muzicianul Emil Silbernagel, coordonatorul Asociației muzicale din Sighișoara, care i-a pus pe muzică o parte din dramele sale și a organizat reprezentații ale acestora în oraș și împrejurimi.
A murit la 21 aprilie 1893 de atac de cord. Soția sa i-a supraviețuit numai câteva zile.
Mormântul său se găsește în cimitirul din deal (Bergfriedhof) din Sighișoara.

## Creația literară
A purtat o intensă corespondență cu Traugott Teutsch, din Brașov, care l-a încurajat în încercările sale literare de a menține vie literatura sașilor transilvăneni.
Ca urmare a scris o serie de nuvele cu subiecte din viața de zi de zi a vremii sale, între care Die Dorfschule (Școala sătescă), în 1866, Die Kandidaten (Candidații), în 1872, Traugott (1874), Auf dem Kriegsboden, în 1880. Toate acestea au apărut în volumul Altes und Neues, gesammelte siebenbürgisch-sächsische Erzählungen (Vechi și nou - culegere de povestiri ale sașilor transilvăneni), apărut la Sibiu în 1890.
Este cunoscut și pentru publicarea unor drame, ca Die Flandrer am Alt (1883, referitoare la venirea în 1150 a sașilor pa malul râului Olt, în Transilvania, unde fuseseră invitați să scape regiunea de cumani și să se așeze spre a-și întemeia o nouă patrie.), Harteneck (1886, referitoare la viața și moartea tragică a lui Johann Sachs von Harteneck) și Ulrich von Hutten (1893).

## Scrieri
Antume
- Die Flandrer am Alt, Leipzig, 1883
- Harteneck, Wien / Hermannstadt, 1886
- Altes und Neues/ Gesammelte siebenbürgisch-sächsische Erzählungen Carl Graeser, Wien / W. Krafft, Hermannstadt. 1890
- Ulrich von Hutten, Hermannstadt, 1893
- Gedichte, Druck und Verlag von W. Kraft, Hermannstadt. 1893

Postume
- Gedichte und Prosa, Verlag Südostdeutsches Kulturwerk, München. 1986
- Ausgewählte Schriften/ Herausgegeben und mit einem Nachwort von Dieter Schlesak/ Editura pentru literatură, București. 1966

În reviste
- Schwarzburg (Historische Erzählung aus dem Siebenbürger Sachsenlande von Traugott Teutsch). In: Tageblatt, Nr. 2653, 8. Sept.1882. [6]

Teatru
- Angelina, oder die Türken vor Schäßburg, Singspiel in 3 Akten von Michael Albert und Emil Silbernagel, Premiera în noiembrie 1887. [7]

## Casa monument istoric
Casa din Piața Hermann Oberth nr. 23 din Sighișoara, în care a locuit pedagogul și scriitorul Michael Albert, a fost declarată monument istoric și este înscrisă în Lista monumentelor istorice din județul Mureș - S, cod LMI MS-II-m-A-15950.